# Karlsgave
Karlsgave er en bebyggelse i Frederiksværk, Vinderød Sogn, Halsnæs Kommune i Nordsjælland – beliggende ved vejen mod Auderød og Brederød på Arrenæs. Karlsgave grænser op mod skoven Sørup Vang. I den østligste ende af Karlsgave ligger gravhøjen Maglehøj, der med sine 70 m over havet er Arrenæs' højeste punkt. Fra skovbrynet ved Sørup Vang i den nordøstligste ende af Karlsgave dykker Karlsgavevej, indenfor 1000 meters distance, 40 meter i niveauforskydning ned til den, i 1930'erne retablerede, Dronningholm slotsruin.
Karlsgave er opkaldt efter den reformvenlige prins Carl af Hessen, som arvede godset Arresødal (oprindeligt Arresøgård) ved Johan Frederik Classens død i 1792. Prins Carl afløste bøndernes hoveri på sine godser, bønderne fik gårdene i arvefæste, gårdene flyttede ud, blev udskiftet, senere udparcelleret til husmandsbrug – heriblandt Karlsgave.
|  | Denne artikel om lokaliteten Karlsgave kan blive bedre, hvis der indsættes et (bedre) billede. Du kan hjælpe ved at afsøge Wikimedia Commons for et passende billede eller lægge et op på Wikimedia Commons med en af de tilladte licenser og indsætte det i artiklen. |

55°58′08″N 12°02′10″Ø / 55.96889°N 12.03611°Ø